# Christine Collins
Christine Smith-Collins  (ur. 9 września 1969) – amerykańska wioślarka. Brązowa medalistka olimpijska z Sydney.
Zawody w 2000 były jej jedynymi igrzyskami olimpijskimi. Po medal sięgnęła w dwójce podwójnej wagi lekkiej, partnerowała jej Sarah Garner. W 1998 zdobyła złoty medal mistrzostw świata w tej konkurencji, w 1999 była druga. W dwójce bez sternika wagi lekkiej triumfowała w 1995 i 1996, zdobyła również złoto w czwórce bez sternika wagi lekkiej (1994) i brąz w tej konkurencji w 1991.